# NGC 4235
NGC 4235 este o quasar situată în constelația Fecioara. A fost descoperită în 1784 de către William Herschel. Se află la o distanță de 35,1 de megaparseci de Pământ.